# Fluit (muziekinstrument)
Fluit is een verzamelnaam voor een groot aantal aangeblazen muziekinstrumenten (aerofonen) die hun geluid produceren door middel van een luchtstroom die op een scherpe rand gericht wordt en daar gesplitst wordt zodat de lucht gaat trillen. In de klassieke muziek, symfonie- en harmonieorkesten wordt met 'fluit' eigenlijk altijd de dwarsfluit bedoeld.

## Oudste fluiten
In september 2008 werd in Duitsland, in de Hohle Fels-grot, een fluit gevonden van 35.000 jaar oud, gemaakt uit het bot van een vale gier. Tot op heden het oudste muziekinstrument. In Frankrijk waren al eerder fluiten gevonden van 30.000 jaar oud en in Oostenrijk van 19.000 jaar oud.

## Soorten fluiten

### Dwarsfluit
- Dwarsfluit
  - piccolo
  - altfluit
  - basfluit

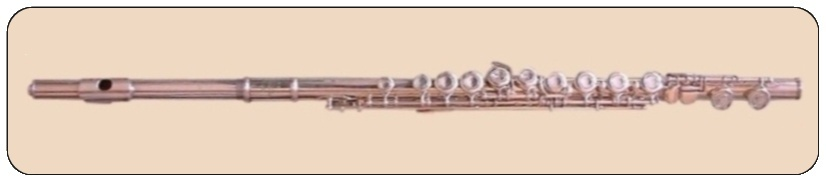
Moderne dwarsfluit

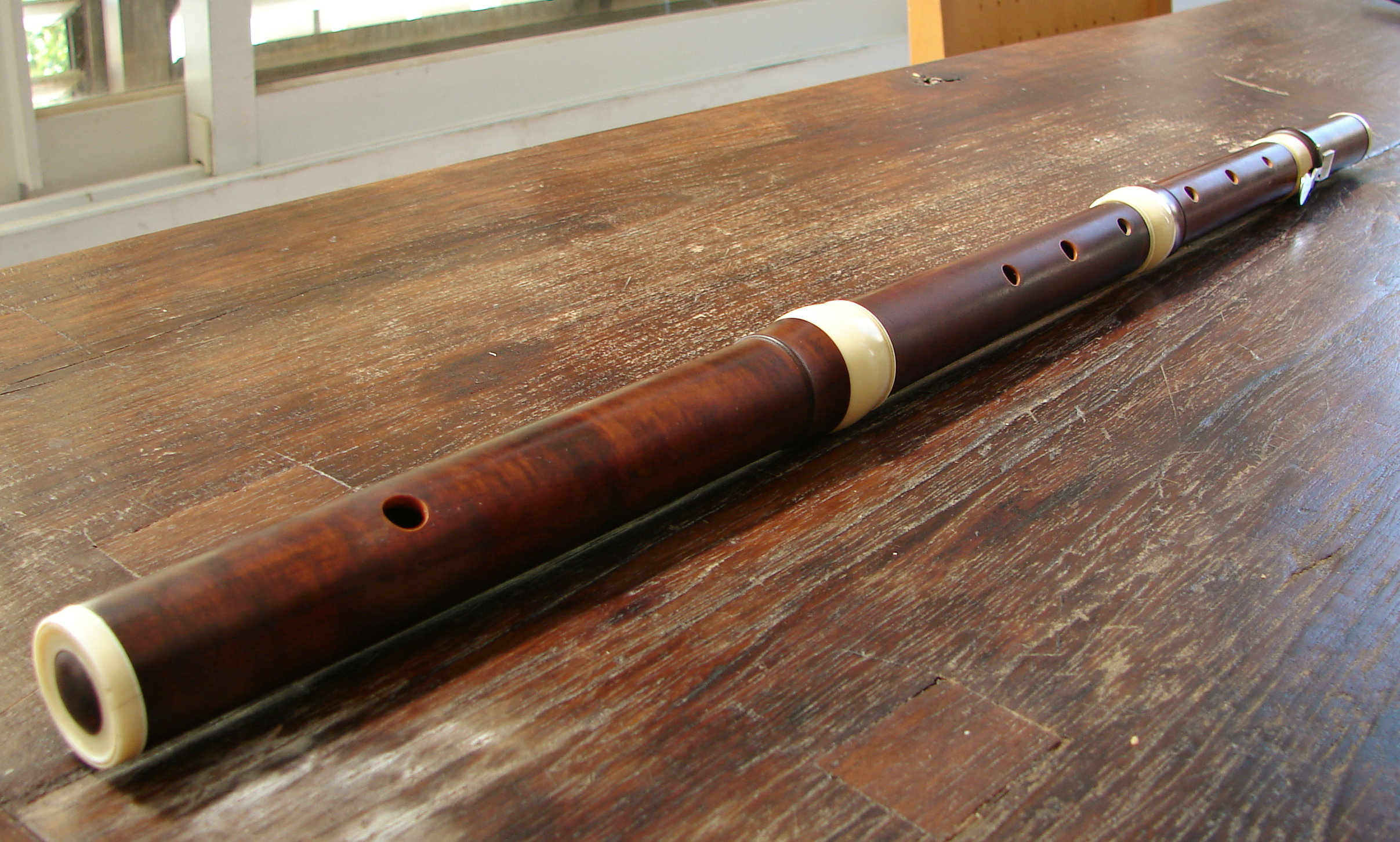
Moderne kopie van een barokfluit van Thomas Lot, uit Parijs, ca. 1740

  - andere leden van de dwarsfluitfamilie, zie daarvoor het artikel over de dwarsfluit
  - de traditionele Ierse dwarsfluit
  - barokdwarsfluit of traverso

### Blokfluit
- Blokfluit
  - sopraanblokfluit
  - alt-
  - tenor-
  - basblokfluit

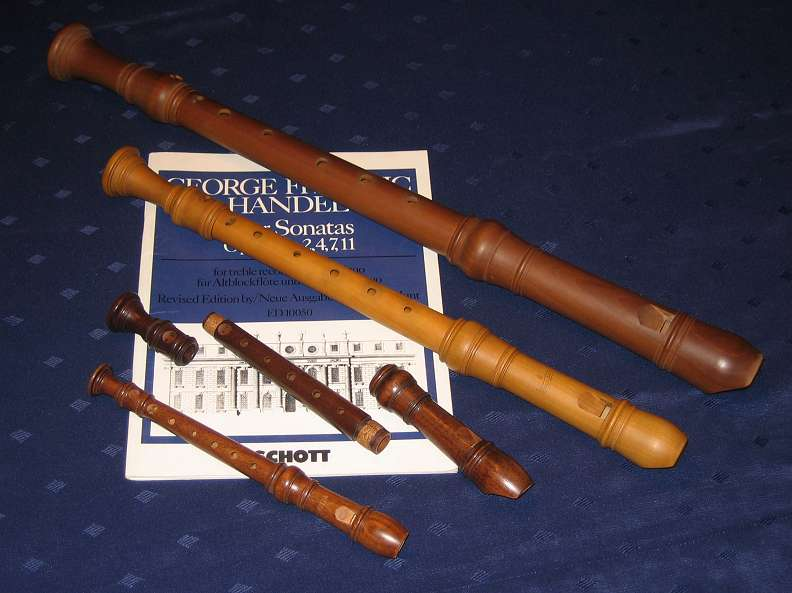
Vanaf boven: tenor-, alt-, sopraan-, sopraninoblokfluit

  - andere leden van de blokfluitfamilie, zie daarvoor het artikel over de blokfluit

### Andere fluiten
- Bamboefluit
- Bansuri (Indiase fluit)
- Dizi (Chinese fluit)
- Flabiol
- Flageolet
- Fluier

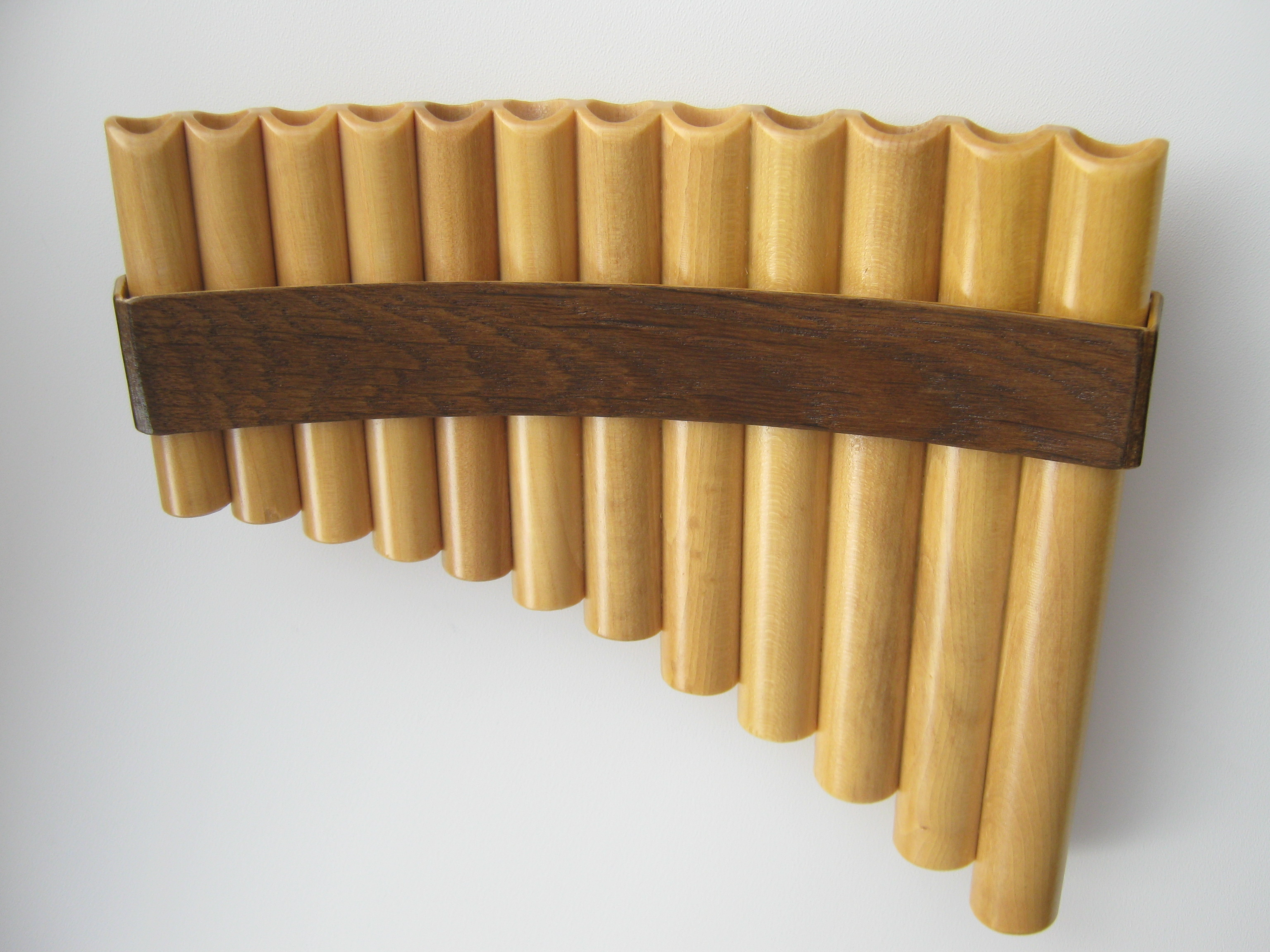
Panfluit

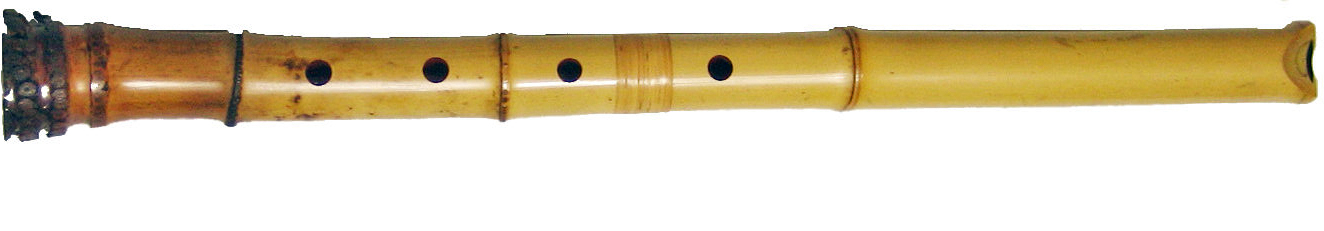
Shakuhachi

- Fue (Japanse bamboefluiten, waaronder de shakuhachi)
- Fujara
- Kaval
- Ocarina
- Panfluit
- Quena
- Roltong
- Scheidsrechtersfluit
- Tinwhistle
- Venu (Indiase fluit)
- Wilgenfluit
- Zwegel